# Kanton Malakoff
Kanton Malakoff (fr. Canton de Malakoff) je francouzský kanton v departementu Hauts-de-Seine v regionu Île-de-France. Tvoří ho pouze město Malakoff.